# Centromerus tennapex
Centromerus tennapex là một loài nhện trong họ Linyphiidae.
Loài này thuộc chi Centromerus. Centromerus tennapex được miêu tả năm 1940 bởi Barrows.